# Michael Browne
Michael Browne OP (ur. 6 maja 1887 w Grangemokler w diecezji Waterford, zm. 31 marca 1971 w Rzymie) – irlandzki duchowny katolicki, dominikanin, kardynał.

## Życiorys
Święcenia kapłańskie przyjął 21 maja 1910 roku. Studiował teologię we Fribourgu w Szwajcarii. W latach 1910–1919 był mistrzem nowicjatu w klasztorze Taillight. W 1919 roku podjął pracę na Papieskim Międzynarodowym Instytucie "Angelicum," w Rzymie. 11 kwietnia 1955 roku został wybrany generałem zakonu dominikanów. 19 marca 1962 roku Jan XXIII na konsystorzu wyniósł go do godności kardynalskiej z tytułem diakona San Paolo alla Regola, zaś 5 kwietnia tego samego roku mianował go arcybiskupem tytularnym Idebesso, a sakrę biskupią przyjął 19 kwietnia 1962 roku w patriarchalnej bazylice św. Jana na Lateranie z rąk papieża Jana XXIII współkonsekratorami byli kard. Giuseppe Pizzardo i kard. Benedetto Aloisi Masella. Uczestniczył w obradach Soboru Watykańskiego II. Uczestnik konklawe w roku 1963. Zmarł w Rzymie. Pochowano go w klasztorze dominikanów Tallaght w Dublinie.